# Oisc del Kent
Oisc, anche Oeric o Aesc (fl. VI secolo), è stato uno dei primi sovrani del Kent, su cui regnò dal 488 ca al 512/516.
Si sa poco su di lui e queste informazioni sono anche vaghe e poco o per nulla attendibili. Sarebbe stato figlio o nipote di Hengest, che guidò gli juti alla conquista del Kent. Oisc fu in seguito riconosciuto come fondatore del regno o della dinastia reale, dato che i suoi discendenti si definivano "Oiscingi".
Sarebbe stato il capo degli anglosassoni nella battaglia del Monte Badon, dove furono sconfitti dai britanni.